# 佳能 EF-S 15-85mm 鏡頭
佳能 EF-S 15-85mm 鏡頭是一系列由佳能公司生產的標準變焦鏡頭，为标有“USM”的镜头，表是含有超声波马达。
- EF-S 15-85mm f/3.5-5.6 IS USM

焦距等效於35mm相機24-136mm。